# Liste der Monuments historiques in Longchamp-sur-Aujon
Die Liste der Monuments historiques in Longchamp-sur-Aujon führt die Monuments historiques in der französischen Gemeinde Longchamp-sur-Aujon auf.

## Liste der Immobilien
| Bezeichnung           | Beschreibung | Standort                        | Kennzeichnung | Schutzstatus | Datum | Bild |
| --------------------- | --- | ------------------------------- | ------------- | ------------ | ----- | ---- |
| Grangie Saint-Bernard | Grangie des Klosters Clairvaux, 1147 gegründet; Gebäudebestand aus der Mitte des 17. Jahrhunderts, eventuell um 1800 ergänzt | Outre-Aube, 6 Grande-Rue (Lage) | PA10000010    | Inscrit      | 1998  |      |

## Liste der Objekte
| Bezeichnung                  | Beschreibung                                                                                     | Standort                        | Kennzeichnung | Schutzstatus | Datum | Bild |
| ---------------------------- | ------------------------------------------------------------------------------------------------ | ------------------------------- | ------------- | ------------ | ----- | ---- |
| Sessel                       | Holz, bemalt, Stoff, zweite Hälfte des 18. Jahrhunderts                                          | in der Kirche St-Laurent (Lage) | PM10001068    | Classé       | 1980  |      |
| Nikolausaltar                | rechter Seitenaltar; Altartisch und Retabel; Holz, farbig gefasst und vergoldet, 17. Jahrhundert | in der Kirche St-Laurent (Lage) | PM10001062    | Classé       | 1980  |      |
| Skulptur Madonna mit Kind    | Kalkstein, farbig gefasst, 17. Jahrhundert                                                       | in der Kirche St-Laurent (Lage) | PM10004696    | Inscrit      | 1980  |      |
| Skulptur Heiliger Vinzenz    | Holz, farbig gefasst, 18. Jahrhundert                                                            | in der Kirche St-Laurent (Lage) | PM10004695    | Inscrit      | 1980  |      |
| Relief Gnadenstuhl           | Marmor, farbig gefasst und vergoldet, Anfang des 16. Jahrhunderts                                | in der Kirche St-Laurent (Lage) | PM10001061    | Classé       | 1908  |      |
| Skulptur Johannes Evangelist | Holz, farbig gefasst und vergoldet, 18. Jahrhundert                                              | in der Kirche St-Laurent (Lage) | PM10001066    | Classé       | 1980  |      |
| Skulptur Johannes der Täufer | Holz, farbig gefasst und vergoldet, 18. Jahrhundert                                              | in der Kirche St-Laurent (Lage) | PM10001067    | Classé       | 1980  |      |
| Kruzifix                     | Holz, farbig gefasst, 18. Jahrhundert                                                            | in der Kirche St-Laurent (Lage) | PM10004697    | Inscrit      | 1980  |      |
| Marienaltar                  | linker Seitenaltar; Altartisch und Retabel; Holz, farbig gefasst und vergoldet, 17. Jahrhundert  | in der Kirche St-Laurent (Lage) | PM10001063    | Classé       | 1980  |      |
| Triumphbogen                 | Schmiedeeisen, vergoldet, 18. Jahrhundert                                                        | in der Kirche St-Laurent (Lage) | PM10001064    | Classé       | 1980  |      |
| Kommuniontisch               | Schmiedeeisen, vergoldet, 18. Jahrhundert                                                        | in der Kirche St-Laurent (Lage) | PM10001065    | Classé       | 1980  |      |